# ルィシャルド・シュルコヴスキ
ルィシャルト・シュルコフスキ（ポーランド語: Ryszard Jan Szurkowski、1946年1月12日 - 2021年2月1日）は、ポーランド、シフィェボドゥフ 出身の元自転車競技（ロードレース）選手。

## 来歴
世界選手権自転車競技大会で3度優勝を経験。1971年、1973年、ポーランド最優秀選手賞を獲得。1970年には、ユネスコ国際フェアプレー賞を受賞した。1972年のミュンヘンオリンピック、1976年のモントリオールオリンピックでは、団体タイムトライアルで銀メダルを獲得。
1984年から1988年まで、ナショナルチームのコーチを歴任。レフ・ピアセツキやゼノン・ヤスクワらを指導。
2010年3月31日よりポーランド自転車競技連盟の会長に就任。
2021年2月1日、死去。75歳没。

## 主な戦績
1968年
- ポーランド選手権 シクロクロス 優勝
- ツール・ド・ポローニュ 区間1勝(第6)

1969年
- ポーランド選手権 個人ロードレース 優勝
- シルキュイ・ド・ラ・サルト 総合優勝
- ツール・ド・ポローニュ 総合3位、区間2勝(第7、8)

1970年
- ピース・レース（英語版） 総合優勝、区間4勝(第1、3、5)

1971年
- ピース・レース 総合優勝、区間3勝(第8、14)
- ツアー・オブ・アルジェリア 総合優勝
- ツール・ド・ポローニュ 区間2勝(第6、10)

1972年
- ミュンヘンオリンピック
  -  団体タイムトライアル(TTT) 2位
- ミルク・レース 総合優勝

1973年
- ロードレース世界選手権
  -  アマ個人ロードレース 優勝
  -  アマTTT 優勝
- ピース・レース 総合優勝、区間3勝(プロローグ、第3、8)
- ツール・ド・ポローニュ 総合2位、区間5勝(第1、2、4、6、11)

1974年
- ロードレース世界選手権 アマ個人ロードレース 2位
- ポーランド選手権 個人ロードレース 優勝
- ツール・デュ・リムザン 総合優勝
- ツール・ド・ポローニュ 区間2勝(第6、11)

1975年
- ロードレース世界選手権 TTT 優勝
- ピース・レース 総合優勝
- ポーランド選手権 個人ロードレース 優勝

1976年
- モントリオールオリンピック
  -  TTT 2位

1977年
- ドーコラ・マゾヴスカ 総合優勝
- ルント・ウム・ケルン 優勝

1978年
- ポーランド選手権 個人ロードレース 優勝

1979年
- ポーランド選手権 個人ロードレース 優勝
- ツール・ド・エジプト 総合優勝
- ツール・ド・ポローニュ 区間2勝(第8、9)

1980年
- ニーダーエスターライヒ・ルントファールト 総合優勝

1984年
- ツール・ド・ポローニュ 区間1勝(第1)